# St.-Anna-Schwestern (Luzern)
Die St.-Anna-Schwestern sind eine römisch-katholische Ordensgemeinschaft mit Mutterhaus in Luzern (Schweiz). Die Gemeinschaft wurde 1909 durch den Regens des Priesterseminars St. Beat in Luzern, Wilhelm Meier, gegründet und widmet sich der Fürsorge und Krankenpflege (vor allem bei Wöchnerinnen). Die Kongregation wurde zunächst als Verein begonnen, um das Verbot von Hebammendiensten für Ordensfrauen zu umgehen.
In der Schweiz führte die Gemeinschaft rund 40 Krankenstationen sowie Kliniken in Lugano, Freiburg und Luzern (2005 an die Privatklinikgruppe Hirslanden verkauft). Ab 1915 waren St.-Anna-Schwestern an der neugegründeten Privatklinik von Ferdinand Sauerbruch in Zürich tätig. Der Orden breitete sich seit 1927 auch in Indien aus, dort leben heute etwa 700 Schwestern. 1990 gründeten die Schwestern eine Niederlassung in Tansania. Seit 2000 gliedert sich die Gemeinschaft in die 2 Generalate Schweiz und Indien, die eine Föderation bilden.